# Гаджи-Кара (фильм)
Гаджи-Кара (азерб. Hacı Qara) — советская приключенческая комедия 1929 года производства киностудии Азгоскино, являющиеся экранизацией одноимённой пьесы Мирзы Фатали Ахундова.

## Синопсис
В фильме рассказывается о жизни крестьян. 3 октября 1927 года на киностудии Азгоскино впервые был зачитан сценарий. Режиссёр Аббас Мирза Шарифзаде начал подготовку к съёмкам в 1927 году. Данный фильм первый в карьере Джафара Джаббарлы в качестве кинодраматурга, первые работы в кино актёров Азизы Мамедовой и Али Курбанова. Фильм вышел на экраны 9 марта 1929 года, в производстве фильм назывался Сона.

## Создатели фильма

### В ролях
Мирза Алиев — Гаджи-Гара
Мустафа Марданов — Карамалы
К. Вязнова — Сона
Агасадых Герайбейли — Аскер-бек
М. А. Гайюбов — Гейдар
Сидги Рухулла — Алияр-бек
Марзия Давудова — Туказ
Ю. Гаджигасымов — Сафаралы
Гаджиага Шахбазов — Байрамалы — бек, отец Соны
Азиза Мамедова — Гюльсум, мать Соны
Рустам Казымов
Н. Гасанов
А. Мирзаев
Али Курбанов — ашуг
Ашраф Юсифзаде

### Административная группа
оригинальный текст: Мирза Фатали Ахундов
автор сценария: Джафар Джаббарлы
режиссёр-постановщик и монтажёр: Аббас Мирза Шарифзаде
оператор-постановщик: Иван Тартаковский
художник-постановщик: Александр Гончарский
композитор: Д. Джабари
художественный руководитель: Всеволод Пудовкин
помощник режиссёра: Агарза Кулиев